# Acústica arquitetônica

Teatro Grego Com Acústica Arquitetônica

A acústica arquitetônica é um ramo da física aplicada e da engenharia acústica que estuda o comportamento do som em espaços construídos e sua influência na experiência humana. Esta disciplina combina princípios da acústica, arquitetura e psicologia ambiental para projetar ambientes que otimizam a qualidade sonora para diferentes atividades humanas.
O campo evoluiu de técnicas empíricas desenvolvidas na Grécia Antiga para uma ciência quantitativa rigorosa, estabelecida cientificamente por Wallace Clement Sabine no final do século XIX. Suas aplicações abrangem desde teatros e salas de concerto até escritórios, escolas e hospitais, influenciando significativamente o bem-estar humano, produtividade e qualidade de vida.

## História

### Antiguidade clássica
O desenvolvimento sistemático da acústica arquitetônica iniciou-se na Grécia Antiga (séculos VI-IV a.C.), com a construção de aproximadamente 1.000 teatros ao redor do Mar Mediterrâneo. O Teatro de Epidauro, construído no século IV a.C. pelo arquiteto Polícleitos, o Jovem, exemplifica a sofisticação acústica grega com capacidade para 13.000-14.000 espectadores.
Pesquisas contemporâneas do Georgia Institute of Technology (2007) revelaram que os assentos de calcário do teatro funcionam como filtros acústicos naturais, suprimindo frequências até 500 Hz (ruído de fundo) enquanto permitem que frequências superiores ressoem claramente.
Os romanos adaptaram e sistematizaram os conhecimentos gregos, culminando na obra fundamental de Marcus Vitruvius Pollio (c. 30-15 a.C.). Seu tratado De Architectura estabeleceu pela primeira vez princípios teóricos da acústica arquitetônica, incluindo o uso de echeas - vasos ressonadores de bronze colocados estrategicamente entre assentos teatrais para amplificação sonora.

### Período medieval e bizantino
O declínio dos teatros clássicos nos séculos IV-VIII coincidiu com a ascensão do Cristianismo. A arquitetura cristã primitiva adaptou basílicas romanas para uso religioso, priorizando inteligibilidade da palavra através de espaços longitudinais com ábsides reflexivas.
O período bizantino (séculos VI-XV) trouxe inovações com o desenvolvimento de igrejas cupulares menores. Pesquisas em igrejas bizantinas de Tessalônica revelaram o uso intencional de cortinas pesadas e ânforas ressonadoras em paredes e cúpulas.

### Revolução científica moderna
A transformação da acústica arquitetônica de arte empírica para ciência rigorosa ocorreu através do trabalho pioneiro de Wallace Clement Sabine (1868-1919) na Universidade Harvard. Em 1895, Sabine enfrentou o desafio de corrigir a acústica deficiente do Fogg Lecture Hall, estabelecendo a primeira relação quantitativa entre qualidade acústica, volume do espaço e superfície de absorção.
Sua descoberta culminou na Fórmula de Sabine:
RT = 0,49V/SA
Onde RT = tempo de reverberação, V = volume da sala, S = área de superfície, e A = coeficiente médio de absorção.
O Boston Symphony Hall (1900) marcou a aplicação prática dessa descoberta, tornando-se o primeiro auditório projetado usando princípios acústicos científicos quantitativos.

## Princípios técnicos

### Fenômenos físicos fundamentais
A acústica arquitetônica fundamenta-se em quatro fenômenos físicos principais:
Reflexão: Ocorre em superfícies duras (concreto, vidro, cerâmica) com coeficientes de absorção α < 0,1
Absorção acústica: Característica de materiais porosos como lãs minerais e espumas, com coeficientes α > 0,8
Difusão: Dispersão uniforme da energia sonora no ambiente
Transmissão sonora: Passagem do som através de elementos construtivos

### Parâmetros quantitativos
O tempo de reverberação permanece como parâmetro fundamental, com valores ótimos variando conforme aplicação:
Estúdios de gravação: 0,2-0,4 segundos
Salas de aula: 0,6-0,8 segundos
Salas de concerto: 1,8-2,2 segundos
Grandes igrejas: 2,0-3,0 segundos
Para ambientes com coeficiente de absorção médio superior a 0,3, utiliza-se a Fórmula de Eyring, mais precisa que a fórmula clássica de Sabine.

## Desenvolvimentos contemporâneos

### Era computacional
A década de 1980 marcou o início da revolução computacional na acústica arquitetônica com o desenvolvimento de software de simulação como ODEON e CATT-Acoustic. Estes programas combinam métodos de fontes-imagem com ray tracing modificado, oferecendo simulação 3D e auralização digital.

### Metamateriais acústicos
O século XXI introduziu metamateriais acústicos - estruturas artificiais com propriedades não encontradas na natureza, capazes de manipular ondas sonoras de baixa frequência de formas inéditas. Estas tecnologias permitem "invisibilidade acústica", isolamento sonoro com espessura reduzida e controle de frequências específicas.

## Normas e regulamentações

### Padronização internacional
O desenvolvimento de normas internacionais harmonizadas através da International Organization for Standardization (ISO) fornece base técnica para projetos acústicos. A série ISO 3382 especifica métodos para medição de parâmetros acústicos:
Parte 1 (2009): salas de espetáculos
Parte 2 (2008): salas comuns
Parte 3 (2022): escritórios de planta aberta

### Regulamentações ocupacionais
Regulamentações sobre exposição ocupacional ao ruído estabelecem limites para proteção da saúde:
OSHA (EUA): 90 dBA para 8 horas/dia
NIOSH (EUA): 85 dBA recomendado
União Europeia: 85 dBA (ação superior), 87 dBA (limite máximo)
As Diretrizes da Organização Mundial da Saúde estabelecem:
55 dB LAeq exterior diurno
30 dB LAeq interior noturno
35 dB LAeq para salas de aula

## Aplicações modernas

### Ambientes educacionais
O padrão ANSI/ASA S12.60 estabelece critérios rigorosos para ambientes educacionais: ruído de fundo ≤35 dB(A) e tempo de reverberação ≤0,6 segundos para salas pequenas. A inteligibilidade da fala em salas de aula requer controle específico da relação sinal-ruído.

### Ambientes de trabalho
A crescente regulamentação sobre ruído em ambientes de trabalho inclui normas específicas para móveis acústicos e sistemas de absorção sonora. A norma ISO 23351-1:2020 estabelece diretrizes para medição de redução de ruído em móveis acústicos, reconhecendo a importância do controle acústico em escritórios abertos para produtividade e bem-estar dos trabalhadores.

## Impactos na saúde
Pesquisas contemporâneas revelam que a exposição ao ruído ambiental ativa múltiplas vias fisiológicas de resposta ao estresse. Meta-análises quantificam aumentos de 4% no risco de depressão e 12% no risco de ansiedade por 10 dB(A) de exposição ao tráfego rodoviário.
Estudos demonstram que ambientes de escritório aberto apresentam trabalhadores com 70% mais licenças médicas comparado a escritórios privados, evidenciando a importância do controle acústico para a saúde ocupacional.

## Tendências futuras
A acústica arquitetônica contemporânea integra crescentemente sustentabilidade ambiental com performance técnica. Sistemas acústicos adaptativos representam fronteira emergente, utilizando painéis móveis motorizados e controle eletroacústico para adaptar características conforme diferentes usos.
Metamateriais acústicos evoluem para aplicações multifuncionais, combinando isolamento sonoro com colheita de energia e controle térmico integrado. A integração com Internet das Coisas (IoT) permite monitoramento contínuo e ajustes automatizados.